# Hamdi Kasraoui
Hamdi Kasraoui (Sousse, 18 de Janeiro de 1983) é um futebolista goleiro tunisiano.

## Carreira
Hamdi Kasraoui representou o elenco da Seleção Tunisiana de Futebol no Campeonato Africano das Nações de 2008.